# Консуело Алварез Пол
Консуело Алварез Пол (шп. Consuelo Álvarez Pool; Барселона, 24. јул 1867 — 19. јануар 1959), позната под псеудонимом Виолета, је била шпанска списатељица, новинарка, политичарка, синдикалистка, суфражеткиња и феминисткиња. Припадала је првој организацији жена телеграфиста у Шпанији.

## Биографија

### Телеграф
Рођена је 24. јула 1867. у Барселони. Две године је похађала Телеграфску школу, коју је основала Asociación para la Enseñanza de la Mujer, где је стекла звање телеграфиста и потом се тестирала за Телеграфос. Њен посао је укључивао слање и примање порука Морзеовом азбуком у телеграфским канцеларијама. Када је имала седамнаест година њен отац је преминуо и тада је њена породица одлучила да тражи економску еманципацију. Пријемни испит за привременог асистента у Телеграфосу је положила 15. априла 1885. што је био први пут да је испит био доступан самохраним женама старијим од шеснаест година, али тек 1909. године је тај приступ био коначан. Почела је да ради у међународном бизнису пошто је течно говорила неколико језика. Исте године је посао добила и позната шпанска феминисткиња Клара Кампоамор.
Припадала је Телеграфском корпусу до пензионисања са шездесет и пет година. Била је шеф службе за штампу прве канцеларије Телеграфоса основане 1915, представник синдиката Телеграфске уније и један од оснивача Више техничке школе инжењера телекомуникација. Државна филателистичка комисија је 8. новембра 2018. одобрила издавање марке посвећене женама телеграфисткињама међу којима је марка са ликом Консуело Алварез Пул. Поштанска коверта и марка са њеним ликом су објављени 22. априла 2019. у оквиру серије „Ликови”. Удружење пријатеља Телеграфа је на Тринаестом меморијалу Кларе Кампоамор дао део телеграфских ознака Кармен Марко Аскарете праунуци Алварез Пула, одајући тако признање читавој њеној породици и послу који је Алварез обављала за жене телеграфисткиње.

### Новинар
Почела је да извештава у Овиједу где се преселила након развода. Након тога се преселила у Мадрид и почела да ради за стално у листу El Pais, diario republicano-progresista. Добила је задатак да пише о „женским темама” – моди, кухињи и дому и тако је усвојила псеудоним Виолета. Под тим именом је писала о разводу, правима жена на образовање и једнаким условима рада, реформи затвора, одбрани радничке класе, насиљу над женама и осталом. Сматрала је неопходним да пише како би испричала приче о сиромаштву и несрећи које је видела око себе па је навела да мисија штампе није само да пише о важним догађајима, већ и да поучава, морализује и револуционише. У актуелним студијама о женама у новинарству је препозната као један од пионира и као таква се огледа у Spanish Writers in the Press 1868—1936. Године 1907. је примљена у Мадридско удружење за штампу са Кармен де Бургос које их је наградило професионалним признањем јер су биле прве две жене новинарке које су се придружиле уређивачком одељењу, Кармен де Бургос у новинама Heraldo de Madrid и Консуело Алварез у El Pais, diario republicano-progresista.

### Активизам
Алварезова Полова биографкиња и истраживачица Викторија Креспо Гутијерез, директорка Телеграфског и поштанског музеја, је за њу рекла да је била део прве генерације телеграфиста који су тај посао радили више од четрдесет година, писац и припадница женске генерације од деведесет и осам година, заштитница женских права и редовна учесница конференција и друштвених скупова Literatura del Ateneo из Мадрида. Током целог живота је, према њеним речима, била заокупљена друштвеним питањима што се огледа у њеном писању и учешћу у репрезентативним организацијама телеграфског особља. Активно је бранила приступ жена образовању са циљем постизања економске независности довољне да не мора сматрати брак јединим суштинским средством за опстанак. Њена одбрана права на развод, призната у њеном писању и конференцијама, тренутно је предмет истраживања и проучавања у академским тезама. У овој борби су је пратиле и друге жене међу којима је Кармен де Бургос. Њено размишљање је било изражено у писању, на конференцијама и скуповима и препознато је у штампи тог доба, феминистичком митингу 4. јула 1910. и у њеној дисертацији у којој је говорила о друштвеном односу између религије и капитализма.

### Политика и култура
Била је активан учесник културног живота, припадала је Атенео де Мадриду 1907—1936. где је учествовала на конференцијама, присуствовала скуповима и књижевним дебатама. Већи део свог живота је одржавала преписку са колегама литератима и политичарима међу којима су Бенито Перес Галдос, Рафаелом Салинасом, Белен де Сараг, Росарио де Акуња, Хоакин Коста, Мануел Азања, Мигел де Унамуно и Сантјаго Алба. Била је веома ангажована у политици и била је кандидат Савезне демократске републиканске партије на изборима у Мадриду 1931. године, али није изабрана. Заједно са својом пријатељицом Кларом Кампоамор из Радикалне странке је бранила право жена на гласање. Током шпанског грађанског рата је била потиснута и кажњена због своје отворености. Припадала је масонерији под симболичним именом Коста 1910. године. Франкистички режим је због тога применио Закон о репресији масонерије по ком јој је судио Специјални суд за репресију масонерије осудивши је на дванаест година затвора, али ју је раније завршила због старости од седамдесет и седам година и веома нарушеног здравља. Преминула је 19. јануара 1959. у Мадридру.

## Радови
Била је део Генерације '98. заједно са Емилијом Пардом Басан, Кармен де Бургос, Софијом Казановом, Росариом де Акуњом, Бланком Де Лос Риосом, Кармен Барохом, Марија де Маесту и другим. Као списатељица је добила признање од писца и књижевног критичара Рафаела Кансиноса Асенса за њена дела La nueva literatura и La literatura feminina 1917. и од професорке Аутономног универзитета у Мадриду Ракел за чланак Poetas Españoles en la penumbra објављен марта 2019. године.

### Приче
- La Pasionaria, La medalla de la Virgen, Las Amapolas, El Ramo de Claveles, El Primer Vals y Hojas caídas 1900.
- Cuentos de "El País" – двадесет и четири приче објављене између 1904. и 1916. године у којима је писала о правима жена, нижој класи, проституцији, малтретирању жена и деце, узнемиравању на радном месту, исељењу, антимилитаризму и још много тога. Већина главних ликова су жене.
- Приче објављене у revista La Vida Socialista

### Поезија
Њена поезија је првенствено објављивана у новинама у којима је писала:
- дванаест песама у El Progreso de Asturias између 1902. и 1903. које су се појавиле на првој страници, углавном су биле о љубави
- четрнаест песама у El País 1909—1919.
- једна песма у Vida Socialista

### Књижевна критика
- Monógrafos oratorios[26]
- El huerto de Epiceto заједно са Антониом Зозајом[27]

### Чланци о друштвеном животу и путовањима
- Impresiones de un viaje (1907)
- Catalanas (1909—1910)
- Veraniegas (1911)
- Santanderinas, Aldeanas y Viajeras (1912)
- Alicantinas (1913)
- Viajeras (1913)
- Por tierras gallegas (1916)

### Књижевни пролози и епилози
- Modulaciones (1914)
- ¡Mujeres! Siluetas femeninas de Juan García Cobacho (1930)

### Преводи са француског језика
- Los amores de Gambetta

### Новеле
- La Casona del Pinar – аутобиографски роман о животу три генерације породице Хидалго де Мендоза